# Microfilmadora
Una microfilmadora es una máquina transductora que se usa para crear fichas de microfilm.

## Tipos
Las microfilmadoras clásicas basadas en cámaras fotográficas presentan dos configuraciones básicas: planetarias y rotativas. 

### Planetarias
Genera una ficha de microfilm de un documento dispuesto sobre una superficie plana. En este tipo de configuración tanto el documento como la película filmadora deben estar inmóviles durante el proceso de toma de la muestra.

### Rotativas
Provistas de un carrete fílmico generan filminas de hojas de documentos que pasan de forma secuencial sobre un plato de filmación arrastradas por rodillos.

### Basadas en escáner
Los modelos modernos están provistos de un elemento de digitalización, escáner  de imágenes e impresoras térmicas y de láser para la creación de la fichas. El control electrónico asociado a estas microfiladoras permiten integrar tanto el concepto de máquinas planetarias como rotativas así como técnicas de manejo de los documentos a digitalizar permitiendo la microfilmación automática de documentos empastados.
- Datos: Q3816633
- Multimedia: Microform / Q3816633